# کازونه کوبوتا
کازونه کوبوتا (به انگلیسی: Kazune Kubota) بازیکن فوتبال اهل ژاپن و عضو باشگاه فوتبال کاشیما آنتلرز است.